# Volkmar Studtrucker

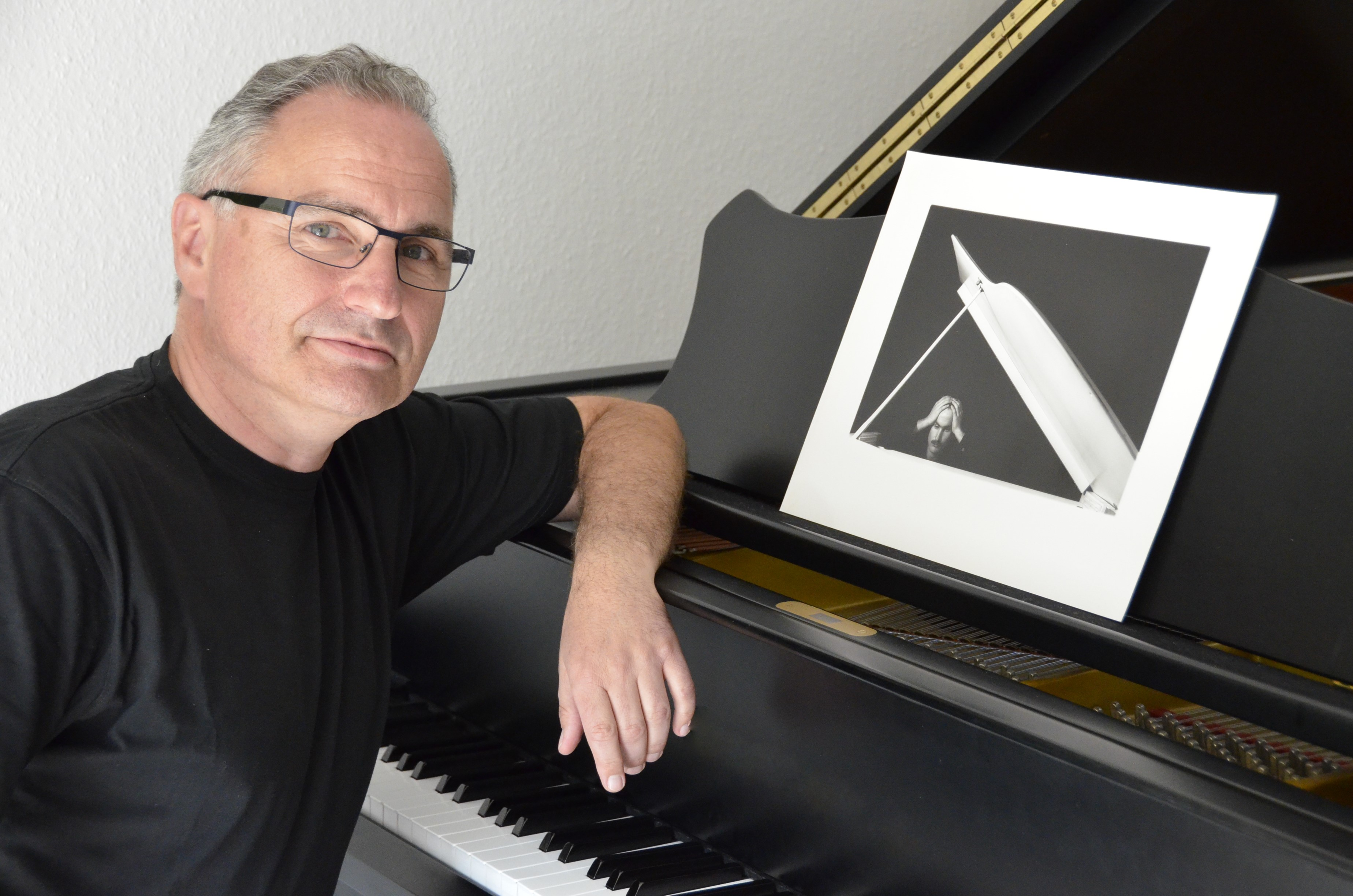
Volkmar Studtrucker (2015)

Volkmar Studtrucker (* 3. Januar 1960 in Erlangen) ist ein deutscher Komponist, der zunächst auch als Jazzmusiker wirkte.

## Leben
Studtrucker begann seine Ausbildung 1971 am Jazzpiano bei Thomas Fink. Noch als Schüler begann er in den Gruppen Triton, Papa Caliente (LP Tango für Gesine 1984) und der Freddy Freeloader Group (LP Hello Goodbye, 1983) zu spielen, mit denen auch Rundfunk-Mitschnitte entstanden. Ab 1982 studierte er am Meistersinger Konservatorium in Nürnberg bei Karl-Heinz Schlüter und Barbara Appel. 1986 erlangte er den Abschluss als staatlich geprüfter Musiklehrer in Nürnberg.

## Ehrungen
- 1984: „hervorragende Leistung“ bei „Musikalische Talente stellen sich vor“ mit der Band Triton am 28. Oktober 1984 in der Stadthalle Fürth
- 2018: Kulturpreis der Stadt Herzogenaurach[1]

## Werke
- Vier Jahreszeiten (1997). Kammermusik für Violine und Klavier
- Morgensinfonie (1999). Symphonie in vier Sätzen
- Sinfonia del diletto (Sinfonie des Wohlbefindens) (2004). Symphonie in fünf Sätzen
- Eine Europäische Sinfonie (2005). Symphonie in neun Sätzen für Orchester, Chor und zwei Solisten (Mezzosopran und Bariton)
- Piano concert No 1 (2007)
- X-Ray Hydra (2012). Neun Musikstücke komponiert aus "klingenden" Röntgenstrahlen, Projekt mit der Smithsonian Institution[2]
- Puro Piano (2014). Achtzehn Musikstücke für Klavier Solo auf gleichnamiger CD zusammengefasst.
- Opus XVII (2015). Klaviervariationen über die Vier Jahreszeiten[3]
- Opus XVIII (2018).  Tre Torinesi, drei Stücke Klavier solo (erschienen auf der CD Fantasia Mistica)
- Opus XXIX (2018).  Fantasia Mistica, siebenteilige Suite (erschienen auf der CD Fantasia Mistica)
- Opus XX (2020). Zwei Stücke Klavier solo, Lyni und kleine Rhapsodie (erschienen auf der CD Fantasia Mistica)